# Gabriel Espanet
Pour les articles homonymes, voir Espanet.
 (avril 2021).
Si vous disposez d'ouvrages ou d'articles de référence ou si vous connaissez des sites web de qualité traitant du thème abordé ici, merci de compléter l'article en donnant les références utiles à sa vérifiabilité et en les liant à la section « Notes et références ».
Gabriel Espanet (Marseille, 17 février 1882 - Montmorency, 31 décembre 1972) est un aviateur français, pilote pour la société Nieuport, chargé de la formation des pilotes. 

## Biographie
À la suite du décès d'Édouard Nieuport, il rejoint la société Bugatti. Durant la Première Guerre mondiale, il est pilote sur Nieuport et Morane Saulnier et rejoint Bugatti en tant que responsable de la mission Bugatti ayant pour but d'accompagner les États-Unis dans le développement technologique et de la production du moteur Bugatti U-16 pour l'avion LUSAC. Il cherche à commercialiser la voiture à hélice de Marcel Leyat puis revient en France. Il devient alors concessionnaire Marmon et est membre actif des Vieilles Tiges, tout en étant président de l'association « Les anciens de Nieuport ». Percuté avec sa femme sur un passage piéton, il est hospitalisé et décède en 1972.

## Distinctions
- Chevalier de la Légion d'honneur[1]
- Officier de l'ordre national du Mérite
- Médaille de l'Aéronautique[1]